# Elecciones estatales de Brandeburgo de 1994
Las elecciones estatales en Brandeburgo en 1994 tuvieron lugar el 11 de septiembre de 1994.

## Candidatos
Manfred Stolpe se postuló como candidato del SPD. La CDU presentó a su presidente estatal Peter Wagner. Los Verdes presentaron a Petra Weissflog, mientras que el PDS postuló a Lothar Bisky. La BürgerBündnis (escisión de Los Verdes) presentó a Günter Nooke.

## Resultados
Con una participación del 56.33%, el SPD se convirtió en el partido más fuerte y ganó la mayoría absoluta, aumentando su votación en 15,93 puntos porcentuales. El PDS creció (+ 5,31 puntos porcentuales) y obtuvo un 18.7%, mismo porcentaje obtenido por la CDU, que a su vez se desplomó en 10,7 puntos porcentuales. Los Verdes y el FDP cayeron bajo el umbral del cinco por ciento. La reunión inaugural del nuevo Landtag se llevó a cabo el 11 de octubre de 1994.
Los observadores electorales habían visto muy posible una victoria para Stolpe, que junto a su Ministra de Asuntos Sociales Regine Hildebrandt tenía una enorme popularidad. 
En contraste, la CDU arrasó en Sajonia el mismo día con el primer ministro (también muy popular) Kurt Biedenkopf obteniendo también la mayoría absoluta, mientras que el SPD sajón tuvo que sufrir pérdidas significativas.
Después de los análisis de los observadores electorales, ambas elecciones fueron consideradas conclusiones limitadas sobre las  elecciones federales (celebradas seis semanas más tarde), ya que los resultados de las elecciones habían sido fuertemente influenciados por las personalidades de Biedenkopf y Stolpe y menos por factores políticos federales.

### Resultados
Los resultados fueron:
|                |                           | Erststimmen | %      | Zweitstimmen | %      | Escaños |
| -------------- | ------------------------- | ----------- | ------ | ------------ | ------ | ------- |
|                | SPD                       | 535.908     | 50,2 % | 580.422      | 54,1 % | 52      |
|                | CDU                       | 222.040     | 20,8 % | 200.700      | 18,7 % | 18      |
|                | PDS                       | 210.289     | 19,7 % | 200.628      | 18,7 % | 18      |
|                | Grüne                     | 34.679      | 3,2 %  | 31.033       | 2,9 %  | −       |
|                | FDP                       | 29.283      | 2,7 %  | 23.541       | 2,2 %  | −       |
|                | REP                       | 2.368       | 0,2 %  | 12.140       | 1,1 %  | −       |
|                | Bürgerbündnis             | 20.128      | 1,9 %  | 10.405       | 1,0 %  | −       |
|                | UWVB                      | −           | −      | 4.240        | 0,4 %  | −       |
|                | Graue                     | 1.021       | 0,1 %  | 3.199        | 0,3 %  | −       |
|                | BFWG                      | 5.808       | 0,5 %  | 2.425        | 0,2 %  | −       |
|                | DSU                       | 2.134       | 0,2 %  | 1.932        | 0,2 %  | −       |
|                | ödp                       | 520         | 0,0 %  | 1.354        | 0,1 %  | −       |
|                | KPD                       | 174         | 0,0 %  | −            | −      | −       |
|                | Candidatos independientes | 3.406       | 0,3 %  | −            | −      | −       |
| votos válidos  | votos válidos             | 1.067.758   |        | 1.072.019    |        | 88      |
| votos emitidos | votos emitidos            | 1.089.161   |        | 1.089.161    |        |         |
| Hab. inscritos | Hab. inscritos            | 1.933.680   | 100,00 | 1.933.680    | 100,00 |         |